# ミューオニウム
ミューオニウム (muonium) とは、正の電荷を持つ反ミューオン (μ+) と電子 (e−) の束縛状態（水素原子中の陽子を反ミューオンで置き換えたものに相当）を指し、ミュオニウムとも呼ばれる。エキゾチック原子の１つで、元素記号Muである。1960年にVernon W.Hughesによって発見された。半減期は2μ秒で、塩化ミューオニウムMuClとミューオニウム化ナトリウム MuNaが合成されている 。スペクトルも通常の原子とは完全に異なる、ミューオニウムはポジトロニウム同様、電子と反粒子からなるが、反ミュー粒子の質量は電子より大変大きいのでミューオニウムはポジトロニウムより水素原子に似ている。ミューオニウムのボーア半径とイオン化エネルギーは、プロチウム（軽水素）、重水素、トリチウムの0.5％以内である為、水素の同位体と見做す研究もある。
これに対し、負の電荷を持つ（正粒子の）ミューオン (μ−) が（同じく荷電レプトン正粒子である電子の代わりに）他の原子核に束縛された状態はミュオニック原子と呼んで区別する。なお、ミュオニウムの構成粒子の電荷を入れ替えたもの（負の電荷を持つミューオンμ−と陽電子e+の束縛状態）はミュオニウムの反物質に相当し反ミュオニウムと呼ばれる（水素–反水素のアナロジー）。類似の状態として電子と陽電子の束縛状態であるポジトロニウム Ps (e+-e−) が知られ、ミュオニウムの名称はこれに倣ってつけられたが、××ニウム（オニウム）という呼称は同種の粒子と反粒子からなる束縛状態につけられるべきもの（例えばπ±よりなるパイオニウムPionium、陽子・反陽子よりなるプロトニウムProtoniumなど）で、ミュオニウムも本来なら正負ミュオンの束縛状態 (μ+-μ−) （ミューオニックミューオニウム、ミューオノニウム、「真のミューオニウム」）を表す呼称のはずであったが、歴史的にミュオンと電子の束縛状態がこのように呼び習わされ、IUPACでもこのように命名されている（水素原子の別称が陽子ProtonからプロチウムProtiumであるように、本来ならミュイウムMuiumとすべきものである）。

## ミュオニウムの形成
ミュオニウムは金属以外の物質に正ミュオンビームを注入した際に高い確率で形成される事が分かっており、相手となる電子はミュオンビームが物質内で減速する過程で周りの原子をイオン化することにより生成することも実験的に確かめられている。また、ケイ酸粉末や高温に熱したタングステンを真空中に置いてミュオンを照射すると、その表面から熱エネルギー程度のミュオニウムが真空中に放出されるという現象も知られており、これを用いて超低速ミュオンビームを生成する研究なども行なわれている。

## 特徴
物質に注入したミュオンがミュオニウムを形成しているかどうかは、外部磁場に対する応答の違いから直ちに判定する事が出来る。具体的には、ミュオニウムを形成した状態ではミュオンが軌道電子から一定の有効磁場（超微細相互作用）を受けているため、ミュオンスピン回転の周波数が特徴的な磁場依存性を示すのに対し、裸のミュオンのそれは単純に磁場に比例することからその存在が判別される。ミュオニウムの超微細構造は孤立水素原子のそれと(ミュオンと陽子の間の磁気モーメントの大きさの違いを除いて)ほぼ等しく、物質中でのミュオニウムの超微細構造(すなわち電子状態)を調べる事は、同じ環境下での水素原子の電子状態を調べる事に相当する。

## ミューオニウム化物
ミューオニウムの半減期は2μsに達し得るので、科学者は幾つかのミューオニウムの化合物を合成できた 。
| 化学式 | 説明                                                           |
| ------ | -------------------------------------------------------------- |
| Mu2    | 二ミューオニウム                                               |
| HMuO   | ミューオニウム酸（ミュオニオオキシダン、酸化ミュオニウム水素） |
| NaMu   | ミューオニウム化ナトリウム                                     |
| MuCl   | 塩化ミューオニウム                                             |
| CH3Mu  | ミュオニオメタン                                               |
| MuH    | 水素ミュオニウム                                               |
| Mu–    | ミュオニウム化物イオン                                         |
| µ+µ–   | ミューオニックミューオニウム（muonic muonium）、Muononium      |